# アリ・グンヤー
アリ・グンヤー（本名: アリ・ギュンヤル Ali Günyar、男性、1979年9月22日 - ）は、オランダ出身のトルコ人キックボクサー。アルフィッドジム所属。

## 来歴
2000年と2001年にITMF世界チャンピオンになり、2002年にはWFCA世界チャンピオンとなった。
2006年4月5日、K-1 WORLD MAX 2006のトーナメントの1回戦でアルバート・クラウスと対戦。前蹴りやパンチなどでクラウスを攻めるも3Rの終盤でクラウスの猛攻により判定負け。クラウスは4年ぶりのリベンジを果たした。試合後、「判定、試合内容全てに納得していない。」と語った。

## 戦績
| 勝敗 | 対戦相手                   | 試合結果       | 大会名                                                        | 開催年月日     |
| ×    | マイク・ザンビディス       | 5R終了 判定    | Iron Challenge                                                | 2011年3月12日  |
| ×    | ロシネ・オーズグニ         | KO             | Amsterdam Fight Club                                          | 2010年2月27日  |
| ○    | ヴァージル・カラコダ       | 5R終了 判定    | War of the Worlds                                             | 2009年11月20日 |
| ○    | ハリム・イサウイ           | 3R終了 判定    | GLORY 11: A Decade of Fights                                  | 2009年10月17日 |
| ○    | タリック・スリマニ         | 1R KO          | Gentlemen Fight Night                                         | 2009年6月13日  |
| ×    | リーロイ・ケスナー         | 3R終了 判定    | K-1 WORLD MAX 2009 Holand 【1回戦】                           | 2009年3月1日   |
| ○    | マーク・フォーゲル         | 判定           | Gentleman Fight Night                                         | 2008年10月18日 |
| ○    | シャヒッド・オラド・アラフ | 3R終了 判定    | Tough is Not Enough                                           | 2008年10月5日  |
| ×    | アルバート・クラウス       | 2R KO          | Gentleman Fight Night                                         | 2008年5月24日  |
| ○    | ファリッド・ヴィヨム       | 判定           | SLAMM - Netherland vs. Thailand IV                            | 2008年3月2日   |
| ×    | ファディル・シャバリ       | 3R終了 判定0-3 | TEAM SOUWER & FIGHTCLUB DEN BOSCH PRESENT "SHOOT BOXING"      | 2007年11月24日 |
| ○    | 新田明臣                   | 3R終了 判定2-0 | 新日本キックボクシング協会「TITANS 3rd」                      | 2006年4月28日  |
| ×    | アルバート・クラウス       | 3R終了 判定0-3 | K-1 WORLD MAX 2006 〜世界一決定トーナメント開幕戦〜 【1回戦】 | 2006年4月5日   |
| ○    | 後藤龍治                   | 3R終了 判定    | トルコ                                                        | 2005年12月3日  |
| ×    | アルビアール・リマ         | 2R TKO         | SuperLeague Tournament Turkey 2005【準決勝】                  | 2005年9月24日  |
| ○    | オーレ・ローセン           | 3R終了 判定    | SuperLeague Tournament Turkey 2005【1回戦】                   | 2005年9月24日  |
| ×    | サヒン・ヤクット           | 4R TKO         | It's Showtime                                                 | 2005年6月12日  |
| ×    | ドラゴ                     | 2R TKO         | Fights at The Border III                                      | 2004年1月25日  |

## 獲得タイトル
- ITMF世界王座（2001年、2002年）
- WFCA世界王座（2002年）